# Gulfstream G800
Gulfstream 800 – amerykański samolot dyspozycyjny, zaprojektowany i zbudowany w wytwórni Gulfstream Aerospace Corporation. W momencie oblotu, wytwórnia przedstawiała swój produkt jako samolot dyspozycyjny dysponujący największym zasięgiem w tej klasie maszyn.

## Historia
Pod koniec 2021 roku ogłoszono rozpoczęcie prac nad nową maszyną G800. Ukończony prototyp został oblatany 28 czerwca 2022 roku. Samolot o numerze rejestracyjnym N800G wykonał dwu godzinny lot startując z lotniska Savannah/Hilton Head w Savannah w stanie Georgia. Nowa konstrukcja otrzymała fabryczne oznaczenie GVIII-G800. Projektantom wytwórni przyświecało zaprojektowanie samolotu dyspozycyjnego, charakteryzującego się ultra dalekim zasięgiem, który mógłby pokonywać z bardzo dużą prędkością przelotową. Zdaniem producenta, G800, jest w stanie pokonać dystans 14 816 km z prędkością Ma=0,85 lub 12 964 km z prędkością przelotową rzędu Ma=0,9. Harmonogram prób przewidywał otrzymanie certyfikatu typu amerykańskiej Federal Aviation Administration w drugiej połowie 2023 roku. Kabina załogi wyposażona jest w znany z wersji G700, G500/600 układ awioniki Symmetry Flight Deck. System wyposażony jest w między innymi w wyświetlacz przezierny, układ Fly-by-wire oraz system rozszerzonej widoczności. Kompatybilność wyposażenia Gulfstreama ma umożliwić łatwe i tanie wyszkolenie załóg na nowym modelu, dysponującymi doświadczeniem w pilotowaniu i eksploatacji wcześniejszych wersji samolotów wytwórni.
16 kwietnia 2025 roku producent poinformował o przyznaniu konstrukcji certyfikatu typu wydanego przez amerykańską Federal Aviation Administration i europejską Agencję Unii Europejskiej ds. Bezpieczeństwa Lotniczego. W trakcie programu prób, samolot osiągnął parametry lotu wyższe niż zakładały obliczenia teoretyczne.